# Lucciana
Lucciana település Franciaországban, Haute-Corse megyében. Lakosainak száma 6354 fő (2022. január 1.). Lucciana Borgo, Monte, Olmo, Prunelli-di-Casacconi, Venzolasca, Vescovato és Vignale községekkel határos.

## Népesség
A település népességének változása:
| Lakosok száma | 1653 | 2692 | 3217 | 3910 | 5009 | 5371 | 5780 | 6007 | 6036 | 6354 |
|               | 1968 | 1982 | 1990 | 2006 | 2013 | 2015 | 2017 | 2019 | 2020 | 2022 |